# Matt Leacock
Matt Leacock est un auteur de jeux de société américain, surtout connu pour ses jeux coopératifs tels que Pandémie, Pandémie Legacy (Saisons 1, 2 et 0), l'Île Interdite, le Désert Interdit, le Ciel Interdit et la Jungle interdite.
Matt Leacock a grandi à Long Lake, Minnesota. Il a étudié la communication visuelle à la Northern Illinois University.

## Carrière
Matt Leacock a créé et conçu le jeu Pandémie, publié en 2008 par Z-Man Games. Il avait auparavant travaillé en tant que développeur dans les médias sociaux  et comme concepteur d'expérience utilisateur, principalement dans des produits de communication pour AOL et Yahoo. Il est passé à la conception de jeux de société à plein temps en juillet 2014.
Pandémie Legacy : Saison 1, que Leacock a co-conçu avec Rob Daviau, a été très bien noté parmi les jeux de société et par le site Web Board Game Geek sur son classement des jeux de société,.

## Ludographie
- Pandémie (2008)
- Roll Through the Ages: The Bronze Age (2008)
- Pandémie: Au seuil de la Catastrophe (Extension) (2009)
- L'Île interdite (2010)
- Le Désert interdit (2013)
- Pandémie : In Vitro (Extension) (2013)
- Pandémie : Le remède (2014)
- Pandémie : État d'urgence (Extension) (2015)
- Pandémie Legacy : Saison 1 (2015)
- Thunderbirds (2015)
- Knit Wit (2016)
- Pandémie : Le règne de Cthulhu (2016)
- Pandémie Iberia (2016)
- Chariot Race (2016)
- Space Escape (formerly Mole Rats in Space) (2017)
- Pandémie : Montée des eaux (2017)
- Pandémie Legacy : Saison 2 (2017)
- Pandémie : La chute de Rome (2018)
- Le Ciel Interdit (2018)
- Era: Medieval Age (2019)
- Pandémie Legacy : Saison 0 (2020)
- Daybreak (2024)

## Charité
Selon Leacock, 5% de ses droits d'auteur pour ses jeux de la gamme "Pandémie" sont reversés directement à Médecins Sans Frontières .